# Imhotep (Feldervorsteher)
Imhotep war ein altägyptischer Beamter, der unter Sesostris I. und Amenemhet II. (12. Dynastie, Mittleres Reich), amtierte. Er ist bisher nur von seiner Mastaba in el-Lischt bekannt.

## Die Mastaba

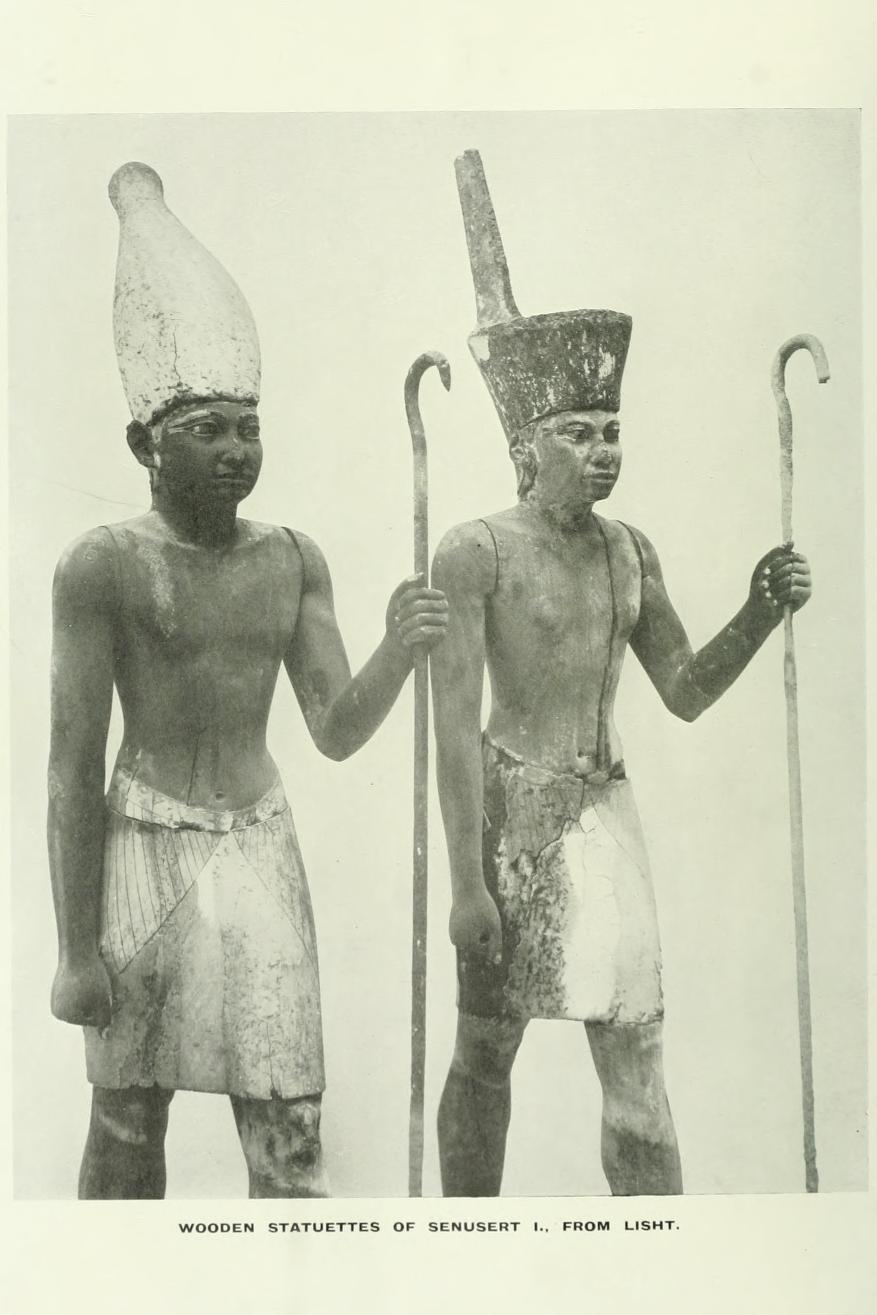
Holzstatuen Sesostris’ I. aus der Grabanlage des Imhotep

Imhotep ist vor allem von seiner östlich der Sesostris-I.-Pyramide gelegenen Mastaba bekannt. Der Bau war 6,5 × 13 m groß und nur schlecht erhalten. Er befand sich innerhalb eines Grabbezirkes, der von zwei Mauern umgeben war. Die äußere Ziegelmauer war 27,67 × 30,45 m groß, eine innere Mauer aus Stein maß 13,65 x 20, 2 m. Der Grabschacht (Nr. 5117) des Imhotep befand sich etwas nördlich der Mastaba. Der Schacht war etwa 15 m tief und mündete in einen Gang, der wiederum zur Grabkammer führte. In den Boden der Grabkammer war eine weitere, kleinere Kammer eingelassen die an allen Seiten mit Pyramidentexte dekoriert war. Hier stand auch der Sarkophag des Imhotep, der jedoch undekoriert ist.
Die Grabanlage Imhoteps ist vor allem wegen des Fundes zweier Statuen bekannt. In einem Versteck in der Mauer des Grabbezirkes und von zwei Holzbalken bedeckt fand man einen Holzschrein, der ein Imiut (Balg des Anubis) aus Holz enthielt. Daneben standen zwei Holzstatuen, die einen König, einmal mit der weißen und einmal mit der roten Krone zeigen.

## Titel
Imhotep trug eine Reihe wichtiger Titel, darunter Mitglied der Elite, Vorderster an Aktion, königlicher Siegler, Sem-Priester, oberster Vorlesepriester und Vorsteher aller Arbeiten. Sein wichtigstes Amt war jedoch das eines Feldervorstehers.
| Amtstitel und Funktionstitel                                                               | Priestertitel | Rangtitel                                                                           |
| ------------------------------------------------------------------------------------------ | --- | ----------------------------------------------------------------------------------- |
| - Feldervorsteher - Vorsteher aller königlichen Arbeiten - Wahres Oberhaupt der Verteilung | - Oberster Vorlesepriester - Sem-Priester - Ankleidepriester des Horus - Ankleidepriester des Min - [Schreiber] des Gotteswortes - Schreiber der Gottesbücher - Leiter aller Schürze | - Mitglied der Elite - Vorderster an Aktion - Königlicher Siegler - Einziger Freund |